# 臭化ストロンチウム
臭化ストロンチウム（しゅうかストロンチウム、Strontium bromide）は組成式SrBr2で表されるストロンチウムの臭化物で、無機化合物である。無臭の白色結晶である。

## 用途
臭化ストロンチウムは燃焼させると赤い強い光を出して燃えるため、フレアに利用される。
そのほか、医薬品に利用されることもある。